# Муте Буруп Егеде
Муте Буруп Егеде (Greenlandic pronunciation:  mut͡sːi inɜquˈnaːluk ˈpou̯ʁɔp ˈeːəðə]; нар.. 11 березня 1987 року) — гренландський політик, який зараз обіймає посаду сьомого прем'єр-міністра Гренландії (з квітня 2021 року) З 2015 року він обіймав посаду члена Інацісартут, парламенту Гренландії, а також був головою партії ІА з 2018 року.

## Життєпис та кар'єра
Егеде народився 1987 року в Нууку, але виріс у Нарсаку на півдні Гренландії. Він відвідував середню школу в Какортоку, перш ніж у 2007 році почав вивчати історію культури та суспільства в Університеті Гренландії. З 2011 по 2012 рік був заступником голови KISAQ, Гренландського академічного студентського товариства. Він не завершив навчання, оскільки у 2013 році кинув навчання, щоб очолювати сімейну компанію з виробництва кормів, якою керував його батько.
У 2007 році Егеде був членом молодіжного парламенту Гренландії Inuusuttut Inatsisartui, а з 2013 по 2015 рік був головою Inuusuttut Ataqatigiit, молодіжного крила Інуусуттут Атачатіґііт.
На загальних виборах у Данії 2015 року Егеде був кандидатом від Фолькетингу від партії Інуусуттут Атачатіґііт. Він набрав 2131 голос, чого було недостатньо для обрання до парламенту.
З 2016 по 2018 рік Егеде обіймав посаду міністра сировини та ринку праці, де він одночасно — протягом трьох місяців у 2017 році — виконував обов'язки міністра комун, хуторів, зовнішніх округів, інфраструктури та житла.
1 грудня 2018 року Егеде було обрано головою Інуусуттут Атачатіґііт, замість Сару Олсвіг. Він привів партію до загальних виборів у Гренландії 2021 року, де вона з 36,6 % голосів одержала найбільшу партійну фракцію в парламенті. З 3380 голосами виборців Егеде став кандидатом з найбільшою кількістю голосів підтримки на виборах, отримавши понад 1500 голосів більше, ніж чинний прем'єр-міністр Кім Кельсен з партії Вперед. 16 квітня було оголошено, що IA сформувала коаліцію з Налерак з 10 членами Naalakkersuisut. Представники партії Атасут, маючи два місця, оголосили, що, хоча вони й не входитимуть до коаліції, що виступає за незалежність, підтримуватимуть коаліцію. Егеде є наймолодшим прем'єр-міністром Гренландії. 23 квітня Інацісартут затвердив його на посаді прем'єр-міністра.
Муте Буруп Егеде сформував новий уряд у квітні 2022 року .

## Політика та ідеологія
Егеде є головою Inuit Ataqatigiit, демократичної соціалістичної політичної партії в Гренландії. Як і партія, Егеде виступає за незалежність Гренландії.

## Особисте життя
У Егеде є донька зі своєю партнеркою Тіною Гемніц.